# Jan Hendrik Verstegen
Jan Hendrik Verstegen (Utrecht, 26 september 1922 - Den Haag, 30 januari 1993) was een Nederlandse kunstenaar.
De autodidactische Verstegen was werkzaam in Utrecht en Den Haag als schilder annex tekenaar. Zijn oeuvre bestaat uit zo'n 60 schilderijen en 60 tekeningen die een sterke relatie hebben met het realisme. Als kunstenaar was hij verbonden aan het Genootschap Kunstliefde en de Haagse Kunstkring. Verstegen bleef een vrij onbekende kunstenaar. In 2012 vond voor het eerst een overzichtstentoonstelling plaats en verscheen er een boek over Verstegen.
- Biografisch Portaal: 74013593
- Gemeinsame Normdatei: 1029456895
- International Standard Name Identifier: 0000 0003 9692 5771
- Library of Congress Control Number: no2014129720
- Nederlandse Thesaurus van Auteursnamen: 351192115
- RKD-Nederlands Instituut voor Kunstgeschiedenis: 109887
- Système universitaire de documentation: 16843864X
- Virtual International Authority File: 291908694
- WorldCat: E39PBJdCmvGTH8Tvm7qdD9rjG3